# Carl Alexander Bolten
Carl Martin Alexander Bolten (* 12. Dezember 1805 in Kloddram; † 23. März 1899 in Rostock) war ein deutscher Rechtsanwalt und Notar.

## Leben
Carl Martin Alexander Bolten wurde als achtes Kind des Juristen Johann Joachim Bolten und dessen Ehefrau Anna Margarethe, geborene Rentzel auf dem Gut Kloddram (heute ein Ortsteil von Vellahn) geboren. Dieses Gut hatte sein Vater 1798 erworben, der auch Domherr in Hamburg war. Nach dem Besuch des Katharineums zu Lübeck bis Ostern 1826 begann Carl Alexander Bolten sein Jurastudium an der Universität Rostock und wechselte später nach Göttingen. Er war am 18. Oktober 1824 einer der Stifter der Vandalia III in Rostock und wurde auch bei Vandalia Göttingen aktiv. Nach seiner Promotion zum Dr. iur. ließ er sich in Rostock als Rechtsanwalt und Notar nieder. 1836 heiratete er Mathilde Wittstock. Das Ehepaar hatte vier Kinder.
Bolten arbeitete lange bei der Rostocker Sparkasse und später als Syndikus bei der Friedrich-Franz-Eisenbahn. Anlässlich seines 50-jährigen Doktorjubiläums 1879 regte er statt der ihm zugedachten Geschenke die Gründung einer Stiftung an, die das Ziel hatte, „... fleißigen und begabten Schülern der hiesigen Gewerbeschule zu ihrer weiteren Ausbildung in ihrem Berufe Stipendien und Unterstützungen zu gewähren, hiedurch aber die Zwecke der Gewerbeschule wirksam zu fördern und Handwerk sowie Kunstfleiß in Rostock zu heben.“ Bolten selbst leitete die Bolten-Stiftung der Rostocker Gewerbeschule und verwaltete die Stiftsgelder auf Lebenszeit.
Er gehörte 1883 zu den Gründungsmitgliedern des Rostocker Vereins für Altertümer. Er war ein Enkel des Hamburger Stadtphysikus Joachim Friedrich Bolten. Der Hamburger Reeder August Bolten war sein Bruder.

## Politik
1848 war Bolten Mitglied des Vorparlaments der Frankfurter Nationalversammlung. Er wurde 1848 auch als Abgeordneter in die Mecklenburgische Abgeordnetenversammlung gewählt.

## Ehrungen
Der Großherzog verlieh ihm wegen seiner Verdienste den Titel Geheimer Hofrat. Am 12. Dezember 1887 wurde Carl Alexander Bolten aus Anlass der Vollendung seines 82. Lebensjahres in Anerkennung langen gemeinnützigen Wirkens für die Stadt die Ehrenbürgerwürde der Stadt Rostock verliehen.

## Schriften
- Bemerkungen über die Lübecker Denkschrift: Die Lübeck-Schweriner Eisenbahn in ihrem Verhältniß zu Mecklenburg und seinen Seestädten. Rostock 1845